# Onze-Lieve-Vrouwekapel (Eik)
De Onze-Lieve-Vrouwekapel is een betreedbare kapel die vanouds het middelpunt vormde van het gehucht Eik nabij Munsterbilzen. Ze lag aan een driehoekig pleintje, waar de Eikerweg, Eik en de Hoefsmidstraat bij elkaar komen.
De kapel is in de kern al eeuwenoud. Het portaal is laatgotisch en dateert uit de tweede helft van de 16e eeuw. In de tweede helft van de 19e eeuw werd de kapel verbreed.
Het is een witgekalkt rechthoekig bakstenen gebouwtje op een zwart geteerde plint en onder zadeldak. Een klein klokkenruitertje steekt naar voren uit. Het interieur wordt overdekt door een tongewelf.
Het kapelletje is geklasseerd als monument.